# 高位沼澤
高位沼泽，亦称高塹沼澤，是沼泽发育的后期阶段或称贫瘠化阶段。随着泥炭层的增厚，沼泽中部开始凸起，只接受大气降水补给。由于养料贫乏，富、中型营养的植物完全让位于贫营养型植物，唯有泥炭藓能旺盛生长。